# Annegret Kramp-Karrenbauer
Pour les articles homonymes, voir Kramp, Cabinet Kramp-Karrenbauer I, II, III et AKK.
Annegret Kramp-Karrenbauer [ˈʔanəɡʁeːt ˈkʁamp ˈkaʁənˌbaʊ̯ɐ], née Kramp le 9 août 1962 à Völklingen, dite AKK [aːkaːkaː], est une femme politique allemande. Elle est membre de l'Union chrétienne-démocrate d'Allemagne (CDU), dont elle est présidente fédérale entre 2018 et 2021.
Après avoir été élue municipale à Püttlingen puis députée fédérale, elle fait son entrée au Landtag de Sarre en 1999. Elle devient ministre régionale de l'Intérieur en 2000, ministre régionale de l'Éducation en 2007, puis ministre régionale du Travail en 2009.
À la suite du départ de Peter Müller, elle est investie en 2011 ministre-présidente de Sarre. Au bout de quelques mois, elle met fin à la coalition avec les libéraux et les écologistes, provoquant des élections anticipées. Après ce scrutin, elle décide de faire alliance avec les sociaux-démocrates. La grande coalition est confirmée après les élections de 2017. Cette victoire inattendue lui donne une projection nationale.
Proche d'Angela Merkel, elle devient en février 2018 secrétaire générale de la CDU. Après le refus de la chancelière de briguer un nouveau mandat, elle est élue de justesse présidente du parti, en décembre 2018. C'est la première fois dans l'histoire politique de l'Europe de l'Ouest qu'une femme succède à une autre à la tête d'un parti majeur de gouvernement. Elle devient ministre fédérale de la Défense en juillet 2019, en remplacement d'Ursula von der Leyen, élue présidente de la Commission européenne.
Après que les députés de la CDU de Thuringe ont voté avec ceux de l'AfD lors d'une investiture parlementaire en février 2020, Annegret Kramp-Karrenbauer indique renoncer à succéder à Merkel aux élections fédérales de 2021 et cède la présidence du parti à Armin Laschet en janvier 2021.

## Formation
Elle fréquente l'école primaire de Püttlingen, puis suit ses études secondaires à Völklingen. Elle adhère à l'Union chrétienne-démocrate d'Allemagne en 1981, devenant automatiquement membre de la Junge Union (JU) et de la Frauen Union (FU). En 1982, elle obtient son baccalauréat.
Elle entre alors à l'université de Trèves, afin d'y étudier le droit et les sciences politiques.

## Débuts en politique

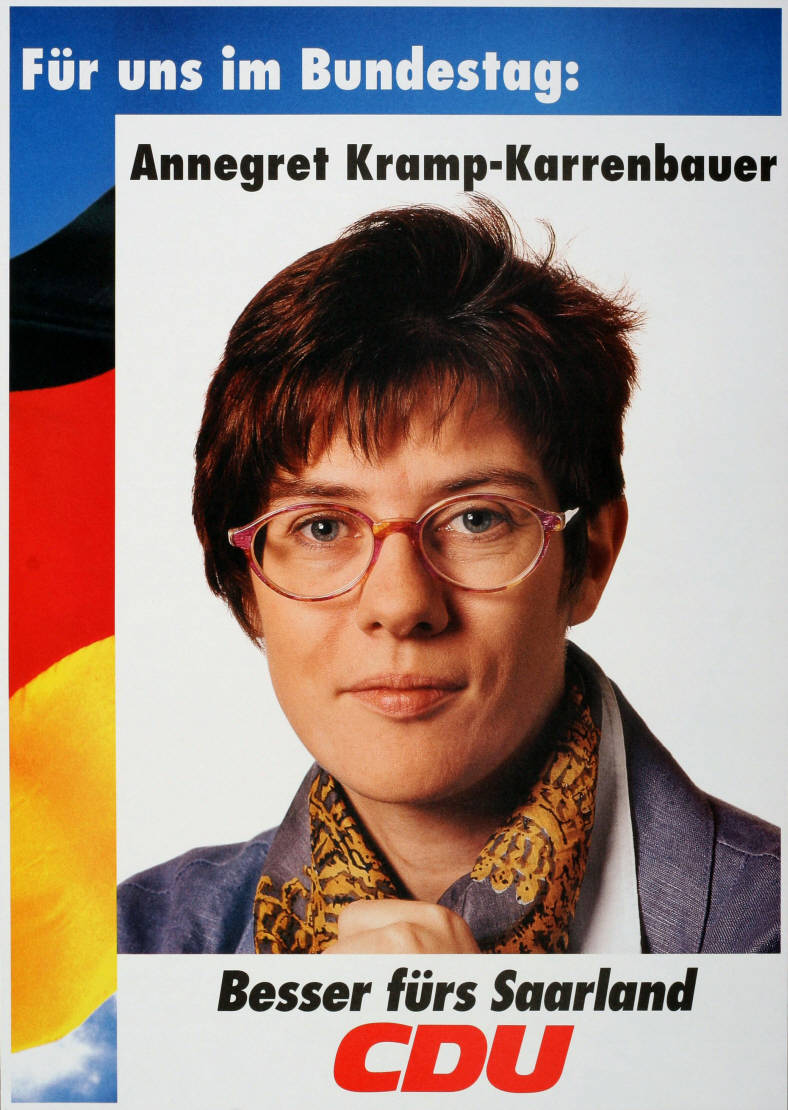
Affiche de campagne d'Annegret Kramp-Karrenbauer en 1994.

### Élue municipale engagée à la CDU
Aux élections municipales de 1984, elle se fait élire membre du conseil municipal de Püttlingen.
Membre du comité directeur régional de la JU entre 1985 et 1988, elle est nommée adjointe au bourgmestre en 1989.
Elle termine son cursus universitaire en 1990. Elle passe en effet sa maîtrise de sciences politiques et droit public avec succès à l'université de la Sarre.
Elle commence à travailler en 1991, occupant un poste de conseillère politique et pour la planification de la CDU de Sarre. Elle renonce à ses fonctions exécutives municipales en 1994, puis à son poste professionnel en 1998.

### Députée au Bundestag puis en Sarre
Le 1er mars 1998, elle entre au Bundestag, en tant que suppléante de Klaus Töpfer. Elle ne se représente pas aux élections fédérales de septembre, et quitte l'assemblée un mois plus tard. L'année suivante, le président du groupe CDU au Landtag de Sarre, Peter Müller, en fait sa secrétaire personnelle. Elle est parallèlement portée à la présidence de la Frauen Union de Sarre
À l'occasion des élections régionales du 5 septembre 1999, elle est élue députée au Landtag. Elle est aussitôt choisie par ses nouveaux collègues comme secrétaire générale du groupe parlementaire, désormais majoritaire avec 26 députés sur 51.

## Ministre sarroise

### De l'Intérieur, puis de l'Éducation
Annegret Kramp-Karrenbauer est nommée ministre régionale de l'Intérieur et des Sports par le ministre-président Peter Müller le 13 décembre 2000. Elle devient en 2001 vice-présidente fédérale de la FU et en 2003 vice-présidente de la CDU de Sarre.
À la suite de la reconduction de la majorité absolue de la CDU aux élections de 2004, ses compétences ministérielles sont élargies, le 6 octobre suivant, à la Famille et aux Femmes. Lors du remaniement ministériel du 3 septembre 2007, elle change de portefeuille, devenant ainsi ministre de l'Éducation, de la Culture, de la Famille et des Femmes.

### Du Travail
Elle est réélue députée lors des élections régionales du 30 août 2009, alors que son parti perd sa majorité absolue. Peter Müller parvient toutefois à se maintenir au pouvoir en constituant une « coalition jamaïcaine », avec les libéraux et les écologistes. Lors de la formation de son nouveau cabinet, le 10 novembre, elle est nommée ministre du Travail, de la Famille, de la Prévention, des Affaires sociales et des Sports, un poste qui rassemble des compétences éclatées jusque-là entre quatre ministères.

## Ministre-présidente de la Sarre

### Successeur de Peter Müller
Lorsque Müller annonce, le 22 janvier 2011, son prochain retrait de la vie politique, elle est désignée à l'unanimité par le comité directeur régional et du groupe parlementaire pour lui succéder. Les deux partenaires des chrétiens-démocrates dans la coalition régionale au pouvoir font alors connaître leur soutien à sa candidature.
Le 28 mai, elle est portée à la présidence de l'Union chrétienne-démocrate dans la Sarre avec 95,6 % des voix, en remplacement de Müller, qui occupait ce poste depuis 1995.

### Difficile coalition jamaïcaine
Elle se présente le 10 août 2011 à l'investiture du Landtag. Bien que sa coalition compte 27 députés, elle ne remporte que 25 voix lors du premier tour de vote. Un second scrutin est organisé et elle est élue ministre-présidente de la Sarre par 26 suffrages favorables, contre 25 au social-démocrate Heiko Maas.
Le 31 août suivant, elle devient « plénipotentiaire de la République fédérale d'Allemagne, chargée des relations culturelles franco-allemandes », fonction établie par le traité de l'Élysée et qui assure aux autorités françaises un interlocuteur unique en matière de politique culturelle, celle-ci étant gérée par les Länder allemands.
À la suite de la dissolution de sa coalition en janvier 2012, due à des dissensions internes au sein du Parti démocrate de Sarre (FDP/DPS), elle tente, sans succès, de former une « grande coalition » avec le Parti social-démocrate d'Allemagne (SPD). Elle se voit finalement contrainte de convoquer des élections régionales anticipées.

### Première grande coalition depuis 50 ans

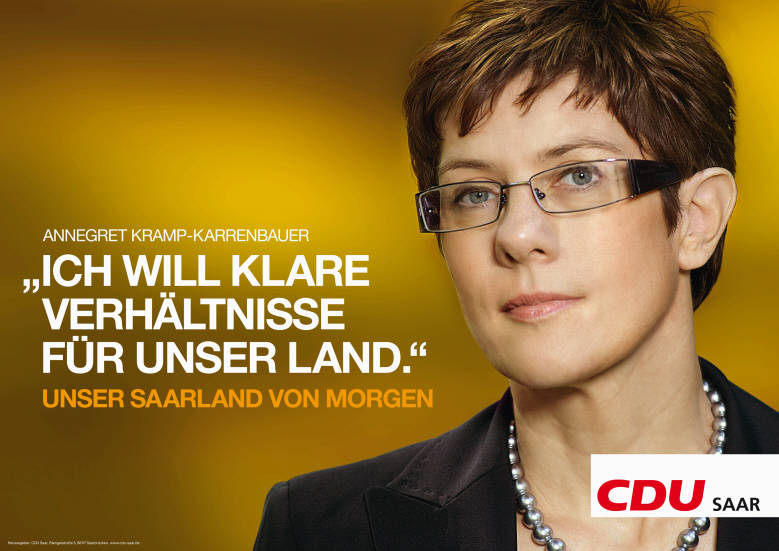
Affiche électorale pour les élections régionales de 2012.

Au cours du scrutin du 25 mars, la CDU remporte 35,2 % des suffrages exprimés et 19 députés sur 51, devant le SPD, qui obtient 30,4 % des voix et 17 sièges. Bien que la gauche dispose d'une majorité de 28 élus au Landtag, elle parvient ensuite à constituer une alliance avec les sociaux-démocrates de Heiko Maas.
Elle est réinvestie à son poste le 9 mai par 37 voix sur 51. C'est alors la première fois depuis 1961 et la fin du premier mandat de Franz-Josef Röder que la CDU et le SPD forment une coalition en Sarre.
En 2013, elle lance un projet visant à faire du français une langue véhiculaire, au même titre que l'allemand, dans toute la Sarre, y compris l'administration. À ce titre, les parents des enfants nés cette année-là sont incités à les élever en pratiquant les deux langues afin de les faire devenir bilingue. Les écoles sont aussi mises à contribution : on parlera les deux langues dans les jardins d'enfants et les élèves apprendront le français dès leur troisième année de scolarité. À terme, elle souhaite que les Français puissent prétendre à des emplois dans les collectivités territoriales.
En juin 2015, Annegret Kramp-Karrenbauer compare le mariage homosexuel à l'inceste et la polygamie, suscitant l'indignation de tous les représentants de partis politiques allemands. À la suite de cette déclaration, des groupes de défense des droits LGBT annoncent leur intention de porter plainte contre elle pour incitation à la haine.

### Effet «AKK»

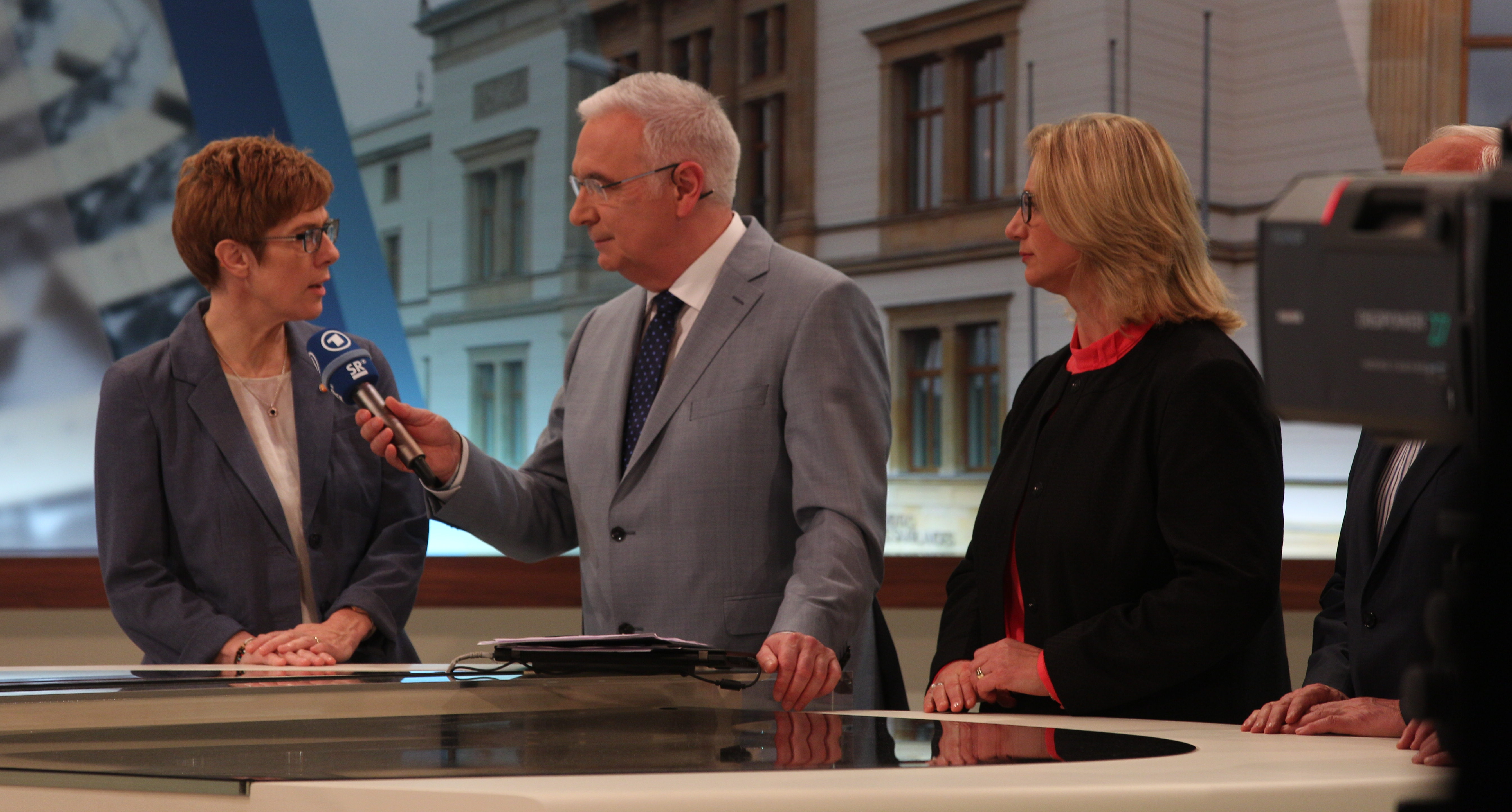
Annegret Kramp-Karrenbauer et Anke Rehlinger au soir des élections de mars 2017 sur le plateau d'ARD.

Pour les élections régionales du 26 mars 2017, elle est de nouveau chef de file de la CDU et se trouve principalement opposée à sa vice-ministre-présidente sociale-démocrate Anke Rehlinger.
Alors que les sondages annonçaient un résultat serré et la possibilité que soit formée une « coalition rouge-rouge » entre le SPD et Die Linke, le scrutin est marqué par la nette victoire de l'Union chrétienne-démocrate, qui engrange 40,7 % des suffrages exprimés et fait élire 24 députés, tandis que le Parti social-démocrate stagne à 29,7 % des voix et 17 sièges et que le recul de la gauche radicale empêche la formation d'une majorité alternative à la grande coalition.
Ce score est alors présenté comme la conséquence de sa très forte popularité personnelle, justifiée par une personnalité objective, calme et proche de la population. La presse parle ainsi de l'« effet AKK », en référence à l'« effet Schulz » qui explique la forte remontée des sociaux-démocrates dans les sondages.
Le 17 mai suivant, elle se présente à l'investiture du Landtag après avoir négocié la continuation de la grande coalition qui l'associe aux sociaux-démocrates. Elle remporte le vote avec 41 voix favorables, soit l'intégralité des députés de sa majorité. Elle forme aussitôt un cabinet de six ministres dans lequel tous les ministres de la précédente équipe sont reconduits, le seul changement notable étant le transfert de la tutelle du ministère de la Justice du SPD à la CDU.

## Parcours politique fédéral

### Sondages favorables
L'institut Forsa révèle en décembre 2017 un sondage auprès de militants de la CDU, qui la présente comme une successeure potentielle d'Angela Merkel avec Julia Klöckner et Jens Spahn.
Elle est victime le 11 janvier 2018 d'un accident de la circulation aux environs de Potsdam, alors qu'elle roule en direction de Berlin pour participer aux négociations de « grande coalition » menée par la CDU/CSU et le SPD, dont elle dirige les travaux en matière de famille et jeunesse. Elle en sort avec des blessures superficielles. La veille, un sondage de l'institut Infratest indiquait qu'un quart des électeurs la voyaient comme la remplaçante de Merkel, derrière les ministres fédéraux Thomas de Maizière, Peter Altmaier et Ursula von der Leyen.

### Ascension au sein de la CDU

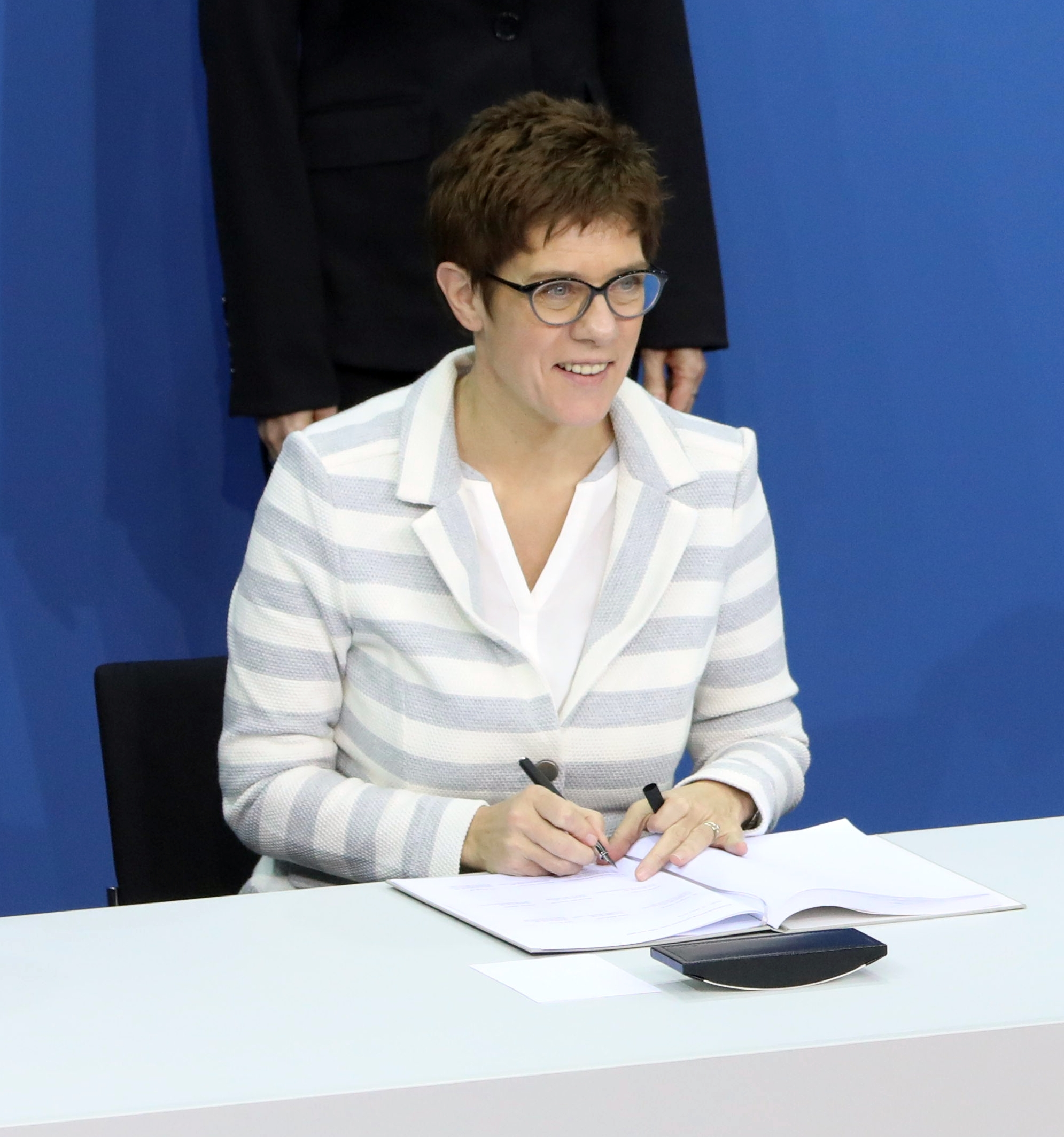
Annegret Kramp-Karrenbauer lors de la signature de l'accord de la grande coalition de 2018.

#### Secrétaire générale
Le 19 février, le journal Süddeutsche Zeitung révèle qu'Angela Merkel a l'intention de la désigner secrétaire générale de la CDU en remplacement de Peter Tauber, démissionnaire pour raisons de santé et critiqué pour le résultat des élections fédérales de 2017. La chancelière souhaite ainsi lui donner plus de visibilité nationale mais sans la nommer au gouvernement fédéral, puisque Peter Altmaier, également de la Sarre, y siégera comme ministre fédéral de l'Économie. Un sondage publié peu avant révèle qu'Annegret Kramp-Karrenbauer est désormais préférée des adhérents pour prendre la succession de Merkel. Ce choix est perçu comme le premier signal clair du débat autour de la succession de la chancelière. La désignation de la ministre-présidente de la Sarre, surnommée « mini Merkel », est ressentie comme une décision d'équilibre, celle-ci étant à la fois un soutien de la politique migratoire d'Angela Merkel mais plus conservatrice sur les questions de société, donnant un gage aux partisans d'un virage à droite de la CDU pour contrecarrer l'AfD.
Quelques heures plus tard, le président du groupe parlementaire au Landtag Tobias Hans, âgé de 40 ans, est choisi pour prendre la direction du gouvernement de la Sarre à partir du 14 mars 2018, date de la reprise de la session ordinaire de l'assemblée du Land.
Elle est officiellement élue secrétaire générale le 26 février lors d'un congrès extraordinaire. Elle recueille 785 voix sur 794, soit 98,6 % des suffrages exprimés. C'est le meilleur résultat jamais enregistré pour la désignation d'un secrétaire général de la CDU. Quelques instants avant le scrutin, elle avait reçu de très fortes acclamations à l'issue de son discours, plus importantes que celles ayant suivi l'intervention d'Angela Merkel. Tobias Hans prend sa suite dès le 1er mars. Elle est alors la première femme à quitter volontairement le pouvoir en Allemagne, dans la mesure où Heide Simonis, Christine Lieberknecht et Hannelore Kraft avaient dû renoncer après une défaite électorale.

#### Présidente fédérale
Lors du 31e congrès fédéral de la CDU à Hambourg, elle postule à la présidence en remplacement d'Angela Merkel, qui avait pris la décision de renoncer à un nouveau mandat après les élections régionales hessoises. Opposée au ministre fédéral de la Santé Jens Spahn et à l'ancien président du groupe parlementaire Friedrich Merz, elle l'emporte au second tour de scrutin contre ce dernier avec 517 voix (51,8 %) contre 482 (48,2 %) à son concurrent.
Au cours de l’année 2019, ses relations avec Angela Merkel se dégradent, notamment lorsque la nouvelle présidente de la CDU envisage la possibilité de fermer les frontières en cas de nouvelle crise migratoire.
Le 10 février 2020, à la suite d'une crise politique provoquée par le vote conjoint des députés régionaux de la CDU et de l'AfD en Thuringe pour l'investiture du candidat FDP à la présidence du gouvernement du Land, Annegret Kramp-Karrenbauer renonce à succéder à Angela Merkel et annonce sa démission à venir de la présidence du parti conservateur. Armin Laschet lui succède à la tête de la CDU en janvier 2021.

### Ministre fédérale de la Défense
Le 17 juillet 2019, après l'élection d'Ursula von der Leyen à la présidence de la Commission européenne, elle devient ministre fédérale de la Défense.
Elle valide en 2020 un accord d'achat de 45 avions militaires F-18 fabriqués par Boeing. Cet engagement, qui lui a valu les félicitations du secrétaire général de l'OTAN, Jens Stoltenberg, répond aux demandes réitérées du président américain, Donald Trump, pour que l'Allemagne augmente son budget militaire. Cette décision est contestée par le SPD, partenaire du gouvernement, dont le co-président s'oppose « à l'acquisition de chasseurs de remplacement [au Tornado actuellement utilisé] chargés de transporter des bombes nucléaires »,.

## Convictions politiques
Défendant une idéologie conservatrice, Annegret Kramp-Karrenbauer est classée à l'aile gauche de la CDU. Elle a défendu l'idée d'imposer les plus fortunés à 53 % alors que le SPD et les Verts proposaient 49 %. En 2012, elle avait encouragé une proposition de la gauche qui visait à instaurer un quota de femmes dans les entreprises, contre l'avis d'Angela Merkel.
Après une campagne négative subie par la CDU sur YouTube à la veille des élections européennes de 2019 en Allemagne, elle appelle à des restrictions à la liberté d'expression en ligne.

## Vie privée
Mariée à un ingénieur des mines et mère de trois enfants, elle est de confession catholique et vit à Püttlingen.